# Tatsuya Tsuruta
Tatsuya Tsuruta (鶴田 達也 Tsuruta Tatsuya?), född 9 september 1982 i Shizuoka prefektur, är en japansk före detta fotbollsspelare.
Tsuruta började sin karriär 2001 i Shimizu S-Pulse. Efter Shimizu S-Pulse spelade han för Ventforet Kofu, Ehime FC och Kataller Toyama. Han avslutade karriären 2012.